# 2024年新加坡
|        | 新加坡歷史 |
| 世紀： | 20世紀新加坡 \| 21世紀新加坡 \| 22世紀新加坡                                                                                                 |
| 年代： | 1990年代新加坡 \| 2000年代新加坡 \| 2010年代新加坡 \| 2020年代新加坡 \| 2030年代新加坡 \| 2040年代新加坡 \| 2050年代新加坡                   |
| 年份： | 2020年新加坡 \| 2021年新加坡 \| 2022年新加坡 \| 2023年新加坡 \| 2024年新加坡 \| 2025年新加坡 \| 2026年新加坡 \| 2027年新加坡 \| 2028年新加坡 |
| 紀年： | 甲辰年（龙年）、新加坡开埠205周年、新加坡独立59周年                                                                                          |

下表整理了2024年新加坡發生的事件，包括政府主要官员、各月大事记和当年出生及逝世的人物。

## 領導人
- 總統：尚达曼
- 總理：李顯龍 → 黄循财
  - 副總理：王瑞杰、黄循财 → 颜金勇
- 國會議長：陳川仁
- 首席大法官：梅達順

## 事件
以下所使用的货币单位均为新加坡元（SGD），所有和2019冠狀病毒病疫情相关的事件都以“CP”进行标注。

### 2月
- 2月1日：《網絡犯罪危害法》生效。

### 5月
- 5月15日：新加坡總理李顯龍卸任，並交棒予黃循財。[1]

## 死亡
- 2月3日：黄祖耀，企業家，大华银行榮譽主席、泛太平洋酒店集團董事長、虎豹企業董事長。[2]
- 2月14日：陈贵金（英语：Tan Kue Kim），厨师、老字号金记炒福建虾面摊主。[3]
- 3月1日：庄日昆（英语：Ch'ng Jit Koon），华人政治家，曾任人民行动党中峇鲁单选区（英语：Tiong Bahru Single Member Constituency）（1968-1988）、中峇鲁集选区（英语：Tiong Bahru Group Representation Constituency）（1989-1991）和红山单选区（英语：Bukit Merah Single Member Constituency）（1992-1996）议员。[4]
- 5月27日：曹福昌，建筑师、城市规划师，市区重建局的创立人之一。[5]
- 6月4日：蒋才正（英语：Cheo Chai Chen），华人政治家，曾任新加坡民主党义顺中单选区（英语：Nee Soon Central Single Member Constituency）（1991-1997）议员。[6]
- 7月18日：帕特马纳班·塞哇杜莱（英语：Pathmanaban Selvadurai），印度裔政治家，曾任人民行动党武吉班讓單選區（1967-1972）和国专区（英语：Kuo Chuan Constituency）（1972-1984）议员。[7]
- 7月30日：诺娜·阿希雅，马来裔演员、歌手。[8]
- 10月9日：李玮玲，华人神经外科医生，前总理兼国务资政李光耀的女儿。[9]
- 12月3日：陈浩亮，华人举重运动员，新加坡第一面奥运奖牌得主（1960年罗马奥运会轻量级举重比赛银牌）。[10]
- 12月17日：谢益裕（英语：Nicholas Chia），天主教新加坡总教区荣誉总主教。[11]

## 其他资讯

### 節慶

#### 法定假日
- 1月1日（星期日）：西曆元旦
- 1月22日（星期日）：農曆正月初一
- 1月23日（星期一）：農曆正月初二（翌日放假）
- 4月7日（星期五）：耶穌受難日
- 4月22日（星期六）：开斋节
- 5月1日（星期一）：勞動節
- 6月3日（星期六）：卫塞节/佛诞
- 6月29日（星期四）：哈芝节
- 8月9日（星期三）：国庆日
- 11月12日（星期日）：屠妖节（翌日放假）
- 12月25日（星期一）：聖誕節

#### 学校假日
- 7月2日（星期日）：青年节（翌日放假）
- 8月10日（星期三）：国庆日翌日
- 9月1日（星期五）：教师节
- 10月6日（星期五）：儿童节（仅限小学）

#### 其他节庆
新加坡民间普遍庆祝的非假日节庆如下
- 2月4日（星期六）：立春
- 2月5日（星期日）：大宝森节
- 2月15日（星期三）：全民防卫日
- 3月8日（星期三）：国际妇女节
- 4月5日（星期三）：清明節
- 4月10日（星期一）：復活節星期一
- 5月14日（星期日）：母亲节
- 6月18日（星期日）：父亲节
- 6月22日（星期四）：端午節
- 7月1日（星期六）：新加坡武裝部隊日
- 7月21日（星期五）：种族和谐日
- 8月30日（星期三）：中元节
- 9月29日（星期五）：中秋节
- 10月23日（星期一）：重陽節
- 10月31日（星期二）：萬聖夜
- 12月22日（星期五）：冬至
- 12月31日（星期日）：西曆除夕